# Inre Yttergrund
Inre Yttergrund med Storberget är en ö i Finland. Den ligger i Bottenhavet och i kommunen Kristinestad i den ekonomiska regionen  Sydösterbotten i landskapet Österbotten, i den västra delen av landet. Ön ligger omkring 120 kilometer söder om Vasa och omkring 280 kilometer nordväst om Helsingfors.
Öns area är 14,3 hektar och dess största längd är 0,9 kilometer i sydöst-nordvästlig riktning.
Sammansmälta delöar
- Inre Yttergrund 61°59′00″N 21°17′53″Ö / 61.98342°N 21.29794°Ö
- Storberget 61°58′46″N 21°18′21″Ö / 61.97945°N 21.30576°Ö

## Klimat
Inlandsklimat råder i trakten. Årsmedeltemperaturen i trakten är 4 °C. Den varmaste månaden är augusti, då medeltemperaturen är 15 °C, och den kallaste är januari, med −10 °C.